# سرد (درع)

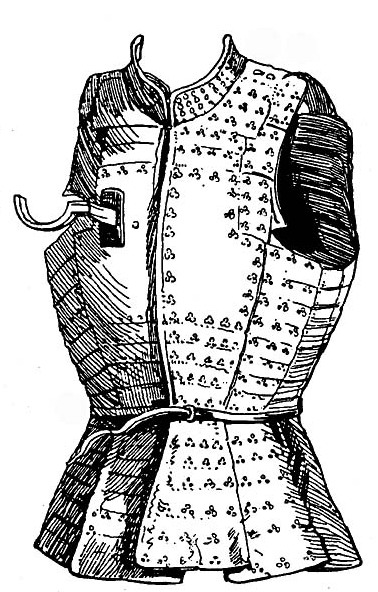
رسمة لسرد في (كتيب الأسلحة) 1890.

السَّرَد أو الدرع المسرودة أو الدرع المَزْرُودة هو شكل من أشكال الدروع الواقية للبدن من العصور الوسطى. وهو لباس مصنوع عادةً من قماش ثقيل أو خيش أو جلد، ومبطن داخلياً بألواح فولاذية مستطيلة صغيرة مثبتة على القماش، وأحياناً بطبقة ثانية من القماش في الداخل.

## روابط خارجية
- Hans Memling triptych wing depicting brigandine, c 1470
- Oriental Brigandines at The Silk Road Designs Armoury (same site at the internet archive)
- Rajput armour